# Jana Burmeister
Jana Burmeister (Sonneberg, 6 marzo 1989) è una calciatrice tedesca, portiere del TSV Barmke.
In carriera ha vinto, sempre con il Wolfsburg, tre titoli di campione di Germania, quattro Coppe e due UEFA Women's Champions League, ha inoltre vestito più volte la maglia delle nazionali giovanili, dall'Under-15 fino all'Under-23, conquistando il titolo di Campione d'Europa nell'edizione di Islanda 2007.

## Carriera

### Club
Burmeister ha iniziato la sua carriera con il 1951 Sonneberg per trasferirsi in seguito alle rivali del Spielzeugstadt Sonneberg.
Trasferita al 1903 Weimar rimane con la società fino al termine della stagione 2002-2003, quando durante il calciomercato estivo 2003 trova un accordo col Jena per giocare nelle sue formazioni giovanili. Dalla stagione 2005-2006 è in rosa con la squadra titolare iscritta alla 2. Frauen-Bundesliga, il secondo livello del campionato tedesco, campionato che vincerà, nel girone Süd, due stagioni più tardi, condividendo con le compagne la promozione in Frauen-Bundesliga. Rimane con la società di Jena fino al termine del campionato di Frauen-Bundesliga 2010-2011, quando il 26 maggio annuncia il suo trasferimento al Wolfsburg. In questo periodo viene anche insignita, nel 2008, della Fritz-Walter-Medaille d'oro riservata alle calciatrici.
Con la nuova società il 1º giugno 2011 sottoscrive un contratto biennale. Da quel momento rimane legata alla società con sede a Wolfsburg per gli anni successivi e, benché trovasse poco spazio, risulta il periodo più prolifico della sua carriera sportiva, conquistando tre titoli di campione di Germania, quattro Coppe e due UEFA Women's Champions League.

### Nazionale
Burmeister inizia ad essere convocata dalla federazione calcistica della Germania (Deutscher Fußball-Bund - DFB) fin dal 2004, chiamata a rappresentare il proprio paese nelle nazionali giovanili, inizialmente con la Under-15, dove viene impiegata in un paio di incontri amichevoli.
Dal 2005 viene inserita nella formazione Under-17, debuttando il 13 aprile nell'amichevole vinta 2-0 sulle pari età della Danimarca, giocando complessivamente 13 incontri fino al 2006, non avendo mai occasione di giocare un incontro ufficiale UEFA essendo il campionato europeo di categoria istituito ufficialmente solo nel 2008.
Con l'imminente superamento dell'età massima, sempre nel 2006 viene convocata dal tecnico Maren Meinert nella formazione Under-19, dove fa il suo debutto, ancora in amichevole, il 1º novembre, nell'incontro dove la Germania supera per 2-0 le avversarie della Svezia. Grazie alla sua convincente prestazione viene inserita in rosa nella squadra impegnata nelle qualificazioni all'Europeo di Islanda 2007, durante il quale ha il suo debutto in un torneo ufficiale UEFA il 12 aprile 2007, nell'incontro valido per il secondo turno di qualificazione e dove la Germania supera per 6-0 le avversarie dell'Ungheria. Pur impiegata saltuariamente, al suo primo europeo condivide con la conquista del titolo di campione d'Europa, venendo nuovamente impiegata nel corso della fase finale dove parte titolare nell'incontro del 7 luglio vinto dalle tedesche per 2-0 sull'Inghilterra.
Grazie al risultato ottenuto la Germania ha accesso al Mondiale Under-20 di Cile 2008 e Meinert, alla quale è affidata la formazione Under-20, la convoca come terzo portiere dopo Alisa Vetterlein e Desirée Schumann. Formalmente in rosa, Burmeister non viene mai impiegata nel torneo condividendo tuttavia il terzo posto con le compagne ottenuto superando in semifinale per 5-3 le avversarie della Francia.
In seguito colleziona solo presenze in amichevole con la formazione Under-23.

## Palmarès

### Club

#### Competizioni nazionali
- Campionato tedesco: 6

Wolfsburg: 2012-2013, 2013-2014, 2016-2017, 2017-2018, 2018-2019, 2019-2020
- Campionato tedesco di seconda divisione: 1

Jena: 2007-2008
- Coppa di Germania: 7

Wolfsburg: 2012-2013, 2014-2015, 2015-2016, 2016-2017, 2017-2018, 2018-2019, 2019-2020

#### Competizioni internazionali
- UEFA Women's Champions League: 2

Wolfsburg : 2012-2013, 2013-2014

### Nazionale
- Campionato d'Europa under 19: 1

Islanda 2007

### Individuali
- Fritz-Walter-Medaille

 Oro 2008